# Wyndham City
Koordinaten: 37° 54′ S, 144° 40′ O

Wyndham City ist ein lokales Verwaltungsgebiet (LGA) im australischen Bundesstaat Victoria. Wyndham gehört zur Metropole Melbourne, der Hauptstadt Victorias. Das Gebiet ist 540 km² groß und hat etwa 220.000 Einwohner.
Wyndham liegt 18 bis 51 km vom Stadtzentrum entfernt am Westende von Melbourne am Westrand der Port Phillip Bay und grenzt an das Gebiet der Nachbarstadt Geelong. Es enthält 13 Stadtteile: Cocoroc, Hoppers Crossing, Laverton North, Mambourin, Point Cook, Tarneit, Werribee, Werribee South, Wyndham Vale und Teile von Laverton, Little River, Mount Cottrell und Truganina. Der Sitz des City Councils befindet sich in Werribee im Zentrum der LGA.
Wyndham ist eines der am schnellsten wachsenden Verwaltungsgebiete Victorias. Neben dem Gemüseanbau gibt es hier auch Industrie hauptsächlich aus dem Bereich Chemie.
Auf dem Gebiet der City befinden sich zwei Luftwaffenstützpunkte. Point Cook Base war nach dem Ersten Weltkrieg der erste Standort der Royal Australian Air Force.
In Werribee befindet sich einer der drei Zoos von Melbourne. Werribee Open Range Zoo ist ein Freigehege-Zoo, den man mit einem Bus in einer Art Safaritour durchfährt.

## Verwaltung
Der Wyndham City Council hat neun Mitglieder, die von den Bewohnern der drei Wards gewählt werden (je drei Councillor pro Ward). Diese drei Bezirke (Iramoo, Chaffey und Truganina) sind unabhängig von den Stadtteilen festgelegt. Aus dem Kreis der Councillor rekrutiert sich auch der Mayor (Bürgermeister) des Councils.

## Persönlichkeiten
- Thomas Francis Little (1925–2008), Erzbischof von Melbourne
- Daniele Amadeo „Danny“ Tiatto (* 1973), Fußballspieler